# Milan Pepić
Milan Pepić (Tuzla, 20 dicembre 1984) è un pallavolista bosniaco, opposto della Dinamo Bucarest.

## Carriera

### Club
La carriera di Milan Pepić inizia a livello scolastico, nella scuola del suo liceo. Nella stagione 2004-05 inizia la carriera professionistica con il Bosna Sarajevo, debuttando nella Premijer liga bosniaca, mentre nelle due annate successive gioca nel Modriča.
Nella stagione 2007-08 viene ingaggiato per la prima volta all'estero, nella 1.A Liga croata dal Mursa Osijek. Dopo due stagioni nella 1. DOL slovena con il GO Volley, nel campionato 2010-11 viene ingaggiato dai LIG Greaters nella V-League sudcoreana, dove resta due annate.
Nella stagione 2012-13 passa ai Sakai Blazers, nella V.Premier League giapponese, dove milita per quattro annate e coi quali si aggiudica uno scudetto, ricevendo anche i premi di MVP e miglior realizzatore, e il V.League Top Match. Nel campionato 2016-17 firma per un'altra formazione nipponica, lo FC Tokyo, restandovi per un biennio.
Fa ritorno in Europa nel campionato 2018-19, quando firma con il Gazélec Ajaccio, nella Ligue A, francese, che lascia nel campionato seguente, ingaggiato nella Divizia A1 rumena dalla Dinamo Bucarest.

### Nazionale
Nel 2005 debutta nella nazionale bosniaca, con cui gioca fino al 2010.

## Palmarès

### Club
- Campionato giapponese: 1

2012-13
- V.League Top Match: 1

2013

### Premi individuali
- 2013 - V.Premier League: MVP
- 2013 - V.Premier League: Miglior realizzatore
- 2013 - V.Premier League: Sestetto ideale
- 2014 - V.Premier League: Miglior realizzatore
- 2014 - V.Premier League: Sestetto ideale